# 米納伊夫希納
51°53′57″N 31°22′16″E / 51.89917°N 31.37111°E
米納伊夫希納（烏克蘭語：Минаївщина），是烏克蘭北部的村莊，隸屬切爾尼希夫州的切爾尼希夫區。該村面積0.95平方公里，海拔高度150米，2001年人口81，人口密度每平方公里85.3人。